# Studená (kraj południowoczeski)
Studená – wieś i gmina w Czechach, w powiecie Jindřichův Hradec, w kraju południowoczeski.
1 stycznia 2017 gminę zamieszkiwało 2336 osób, a ich średni wiek wynosił 43,3 roku.